# Madoryx
Madoryx é um gênero de mariposa pertencente à família Sphingidae.

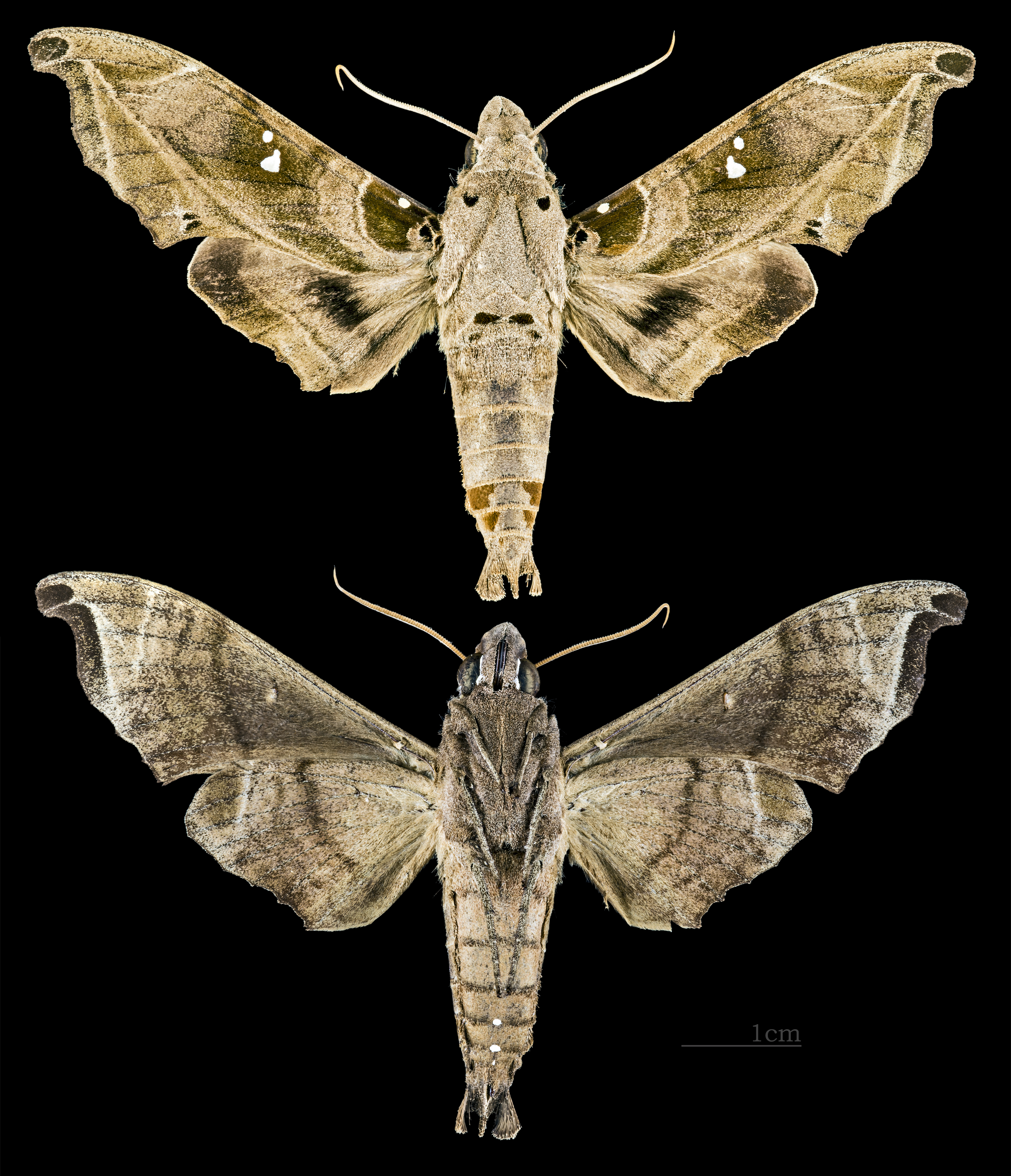
Madoryx bubastus MHNT
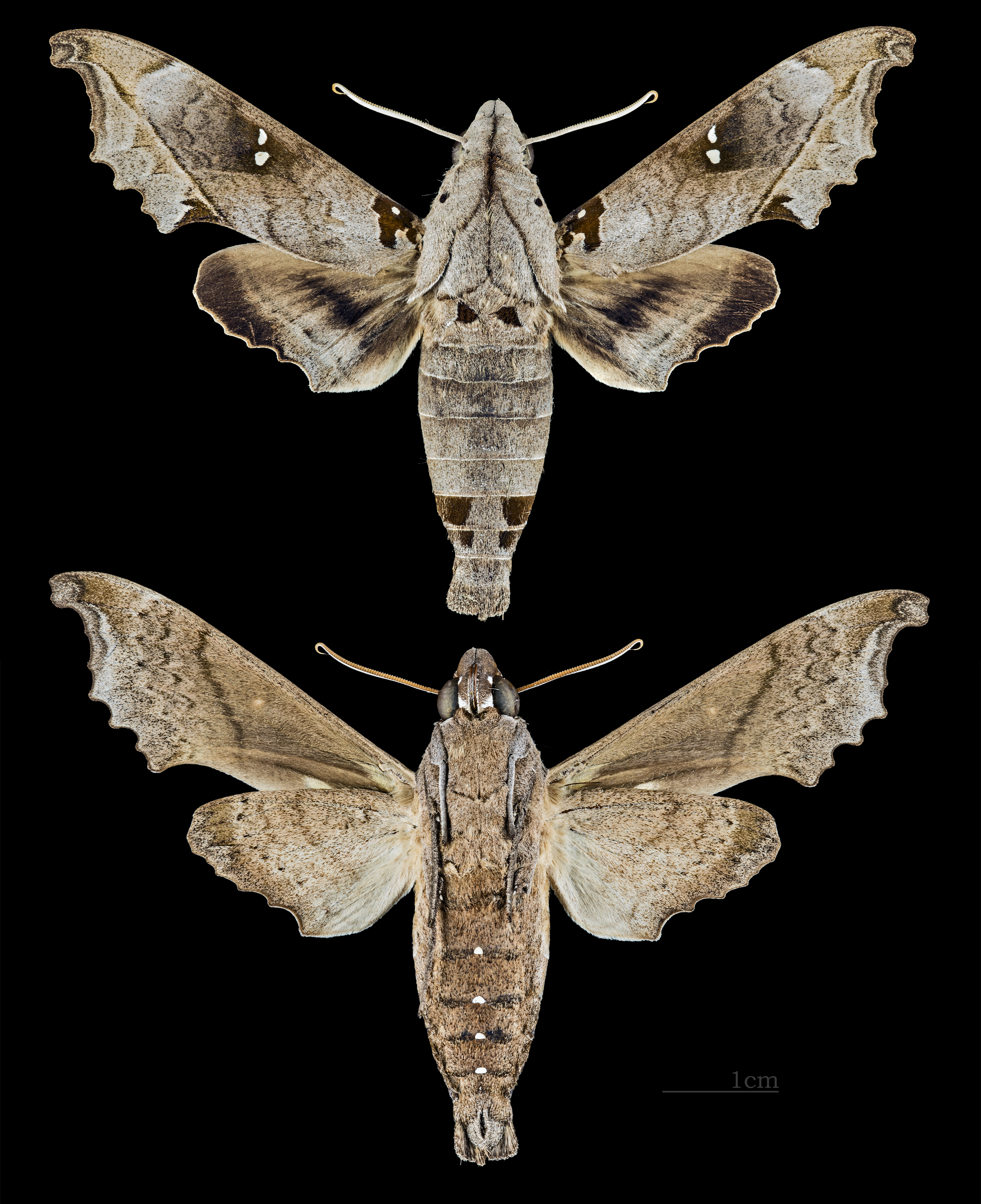
Madoryx oiclus MHNT
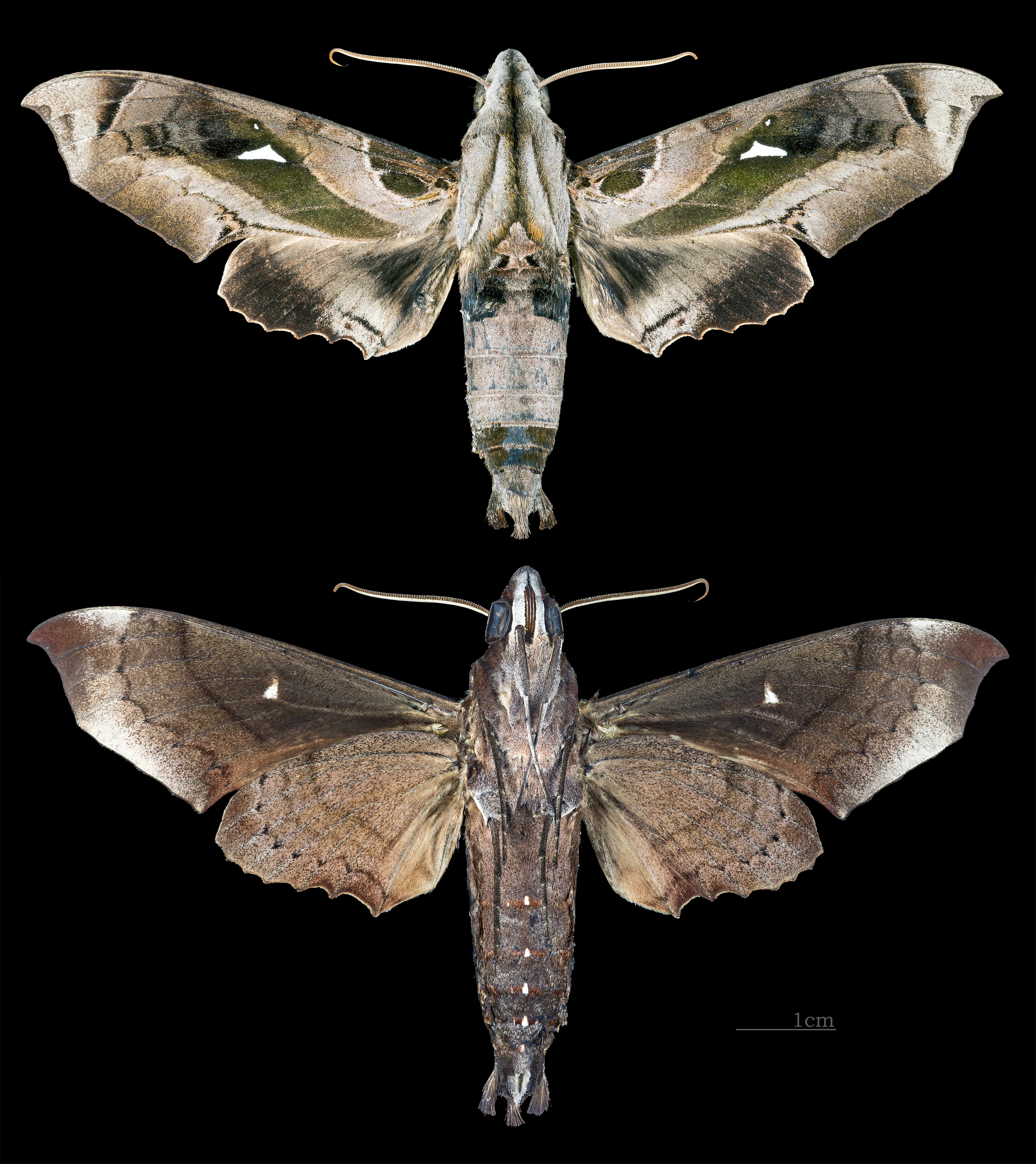
Madoryx plutonius MHNT
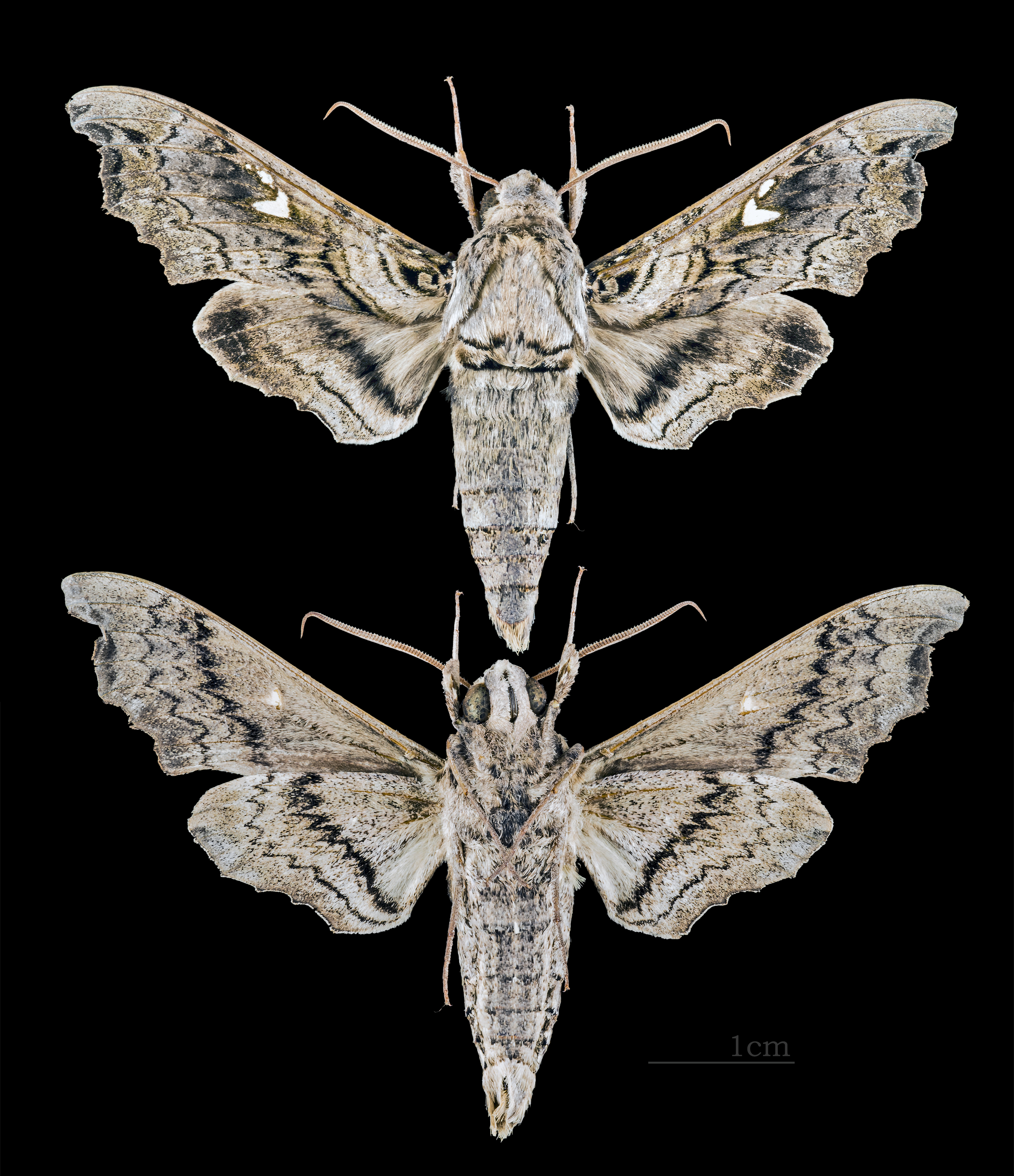
Madoryx pseudothyreus MHNT